# 篠弘
篠 弘（しの ひろし、1933年3月23日 - 2022年12月12日）は、日本の歌人・近代短歌研究者。短歌結社「まひる野」代表。日本現代詩歌文学館館長、日本文藝家協会理事長。日本ペンクラブ会員。近現代短歌史研究に功績を残した。

## 略歴
出典
- 東京に生まれる。
- 1945年旧制東京府立第五中学校（後の東京都立小石川高等学校、現東京都立小石川中等教育学校）入学、谷鼎[3][4]に6年間師事。
- 早稲田大学第一文学部国文学科入学。1951年、大学1年の時土岐善麿に卒業論文を「玉葉集」（京極為兼）とされる。窪田章一郎[5]に大学院進学を勧められる。
  - 1951年来嶋靖生らと機関誌「早大短歌」を創刊。早稲田大学短歌会、「まひる野」入会。
- 小学館に入社。百科事典などの編集に携わり、「ジャポニカ」のシリーズで一世を風靡。取締役出版本部長、社長室顧問を歴任する。
- 1971年、「京極為兼」（土岐善麿、筑摩書房「日本詩人選」）の一部を代筆[6]。
- 1998年から2008年まで愛知淑徳大学教授。
- 2001年から2008年まで、現代歌人協会理事長。
- 日本現代詩歌文学館館長、宮中歌会始の選者、毎日歌壇選者も務める。
- 1992年、「自然主義と近代短歌」で文学博士（早稲田大学）[7]。
- 2010年、詩歌人として初めて日本文芸家協会理事長に就任。2016年までつとめる
- 2018年、宮内庁御用掛[8]。
- 2022年12月12日、多臓器不全のため東京都内の病院で死去。89歳没。

## 受賞・叙勲歴
- 1955年、「卒業期」で半田良平賞
- 1980年、「花の渦」で第16回短歌研究賞
- 1982年、「近代短歌論争史」で第5回現代短歌大賞
- 1995年、「至福の旅びと」で第29回迢空賞
- 1999年、紫綬褒章
- 2000年、「凱旋門」で第15回詩歌文学館賞
- 2005年、旭日小綬章[9]
- 2007年、「緑の斜面」で第49回毎日芸術賞
- 2012年、「残すべき歌論」で第23回斎藤茂吉短歌文学賞
- 2013年、NHK放送文化賞

## 主な著作

### 歌集
- 昨日の絵（1984・短歌新聞社）
- 百科全書派（1990・砂子屋書房）
- 濃密な都市（1992・砂子屋書房）
- 至福の旅びと（1994・砂子屋書房）
- 凱旋門（1999・砂子屋書房）
- 軟着陸（2003・砂子屋書房）
- 緑の斜面（2006・短歌研究社）
- 篠弘全歌集（2006・砂子屋書房）
- 神保町街（2008・短歌新聞社）
- 東京人 （2009・角川書店）
- 日日炎炎 （2014・砂子屋書房）
- 司会者（2019・砂子屋書房）

### 歌書
- 近代短歌史　無名者の世紀（1974・三一書房）
- 近代短歌論争史 明治大正編（1976・角川書店）
- 篠弘歌論集（1979・国文社）
- 近代短歌論争史 昭和編（角川書店 1981.7）
- 現代短歌史1～3（1983-1994・短歌研究社）
- 自然主義と近代短歌（明治書院、1985.11）
- 生き方の表現 日本放送出版協会（1996.4）
- 現代短歌史の争点 対論形式による（短歌研究社 1998.12）
- 疾走する女性歌人－現代短歌の新しい流れ（2000・4 集英社新書）
- 残すべき歌論 二十世紀の短歌論（角川書店 2011.3）
- 戦争と歌人たち（本阿弥書店 2020.10）

共編著
- 現代秀歌百人一首（馬場あき子共編、2000・実業之日本社）
- 現代の短歌　100人の名歌集編著（2003・2　三省堂）